# Io ti volevo
Io ti volevo è un singolo di Marco Masini, scritto con Antonio Iammarino, estratto dalla raccolta La mia storia piano e voce.
La canzone è stata presentata nella sesta edizione della trasmissione I migliori anni di Carlo Conti, nella sezione Canzonissima, dove il cantautore fiorentino ha trionfato con il brano Cosa resterà degli anni '80 di Raf.

## Videoclip
Realizzato per la regia di Leonardo Torrini, il videoclip vede il cantautore passeggiare nella notte per le strade di Firenze.